# Daniel da Mota
Daniel da Mota Alves (* 11. September 1985 in Ettelbrück) ist ein luxemburgischer Fußballspieler, der bei Atert Bissen unter Vertrag steht.

## Karriere

### Verein
Da Mota begann seine Fußballerlaufbahn in der Jugend von Etzella Ettelbrück und stand in der Saison 2002/03 erstmals im Kader des damaligen luxemburgischen Zweitligisten. In der Saison 2006/07 wurde er mit 26 Toren Torschützenkönig der Nationaldivision. Nach 133 Spielen und 77 Toren für Etzella Ettelbrück wechselte er im Sommer 2008 zum F91 Düdelingen. 2011 wurde er zum Fußballer des Jahres in Luxemburg gewählt. Nach insgesamt neun Spielzeiten mit sechs Meisterschaften und vier Pokalsiegen wechselte Da Mota im Sommer 2017 zum RFC Union Luxemburg. Auch hier konnte er sofort einen weiteren Pokalsieg feiern. Wegen seiner Bewährungsstrafe beim RFCU ausgemustert, gab dann Anfang November 2020 der italienische Viertligist ASD Sona Calcio die Verpflichtung des Spielers bekannt. Doch schon am 31. März 2021 wechselte er weiter zum Ligarivalen AC Calvina Sport. Vier Monate später unterschrieb er dann einen Vertrag beim FC Differdingen 03 und kehrte damit nach Luxemburg zurück. Dort absolvierte er in der Saison 2021/22 insgesamt 25 Ligaspiele und traf dabei ein Mal. Anschließend wechselte der Stürmer für ein Jahr zurück zu seinem ehemaligen Verein Etzella Ettelbrück. Im Sommer 2023 wechselte Da Mota zum damaligen Drittligisten Atert Bissen. Nach zwei Aufstiegen in Folge tritt der Verein zur Saison 2025/26 erstmals in der BGL Ligue an.

### Nationalmannschaft
Am 2. Juni 2007 gab da Mota sein Länderspieldebüt für die Luxemburgische A-Nationalmannschaft beim EM-Qualifikationsspiel in Albanien (0:2). Bis zu seinem letzten Einsatz am 6. Juni 2021 absolvierte er 100 Partien, in denen er sieben Treffer erzielen konnte.

## Privatleben
Der Sohn portugiesischer Einwanderer nahm Anfang des Jahres 2007 die luxemburgische Staatsbürgerschaft an. Seine jüngeren Brüder Patrick (* 1986) und David (* 1989) spielten ebenfalls Fußball in Luxemburg. 
Auch politisch ist er aktiv, so stand er im Herbst 2018 bei den Chamberwahlen auf der Liste der rechtskonservativen "Alternativ Demokratesch Reformpartei".
Vom 15. Januar bis zum 2. Februar 2019 saß Da Mota in Untersuchungshaft, ihm wurde Abus de faiblesse (betrügerisches Ausnutzen der Schwächelage einer Person) vorgeworfen. Dafür wurde er im Oktober 2020 in erster Instanz zu zwei Jahren Haft auf Bewährung und einer Geldstrafe verurteilt.

## Erfolge
- Luxemburgischer Meister: 2009, 2011, 2012, 2014, 2016, 2017
- Luxemburgischer Pokalsieger: 2009, 2012, 2016, 2017, 2018
- Luxemburgischer Ligapokalsieger: 2016

## Auszeichnungen
- Torschützenkönig der Nationaldivision: 2007 (26 Tore)
- Fußballer des Jahres in Luxemburg: 2011